# Spartan Executive

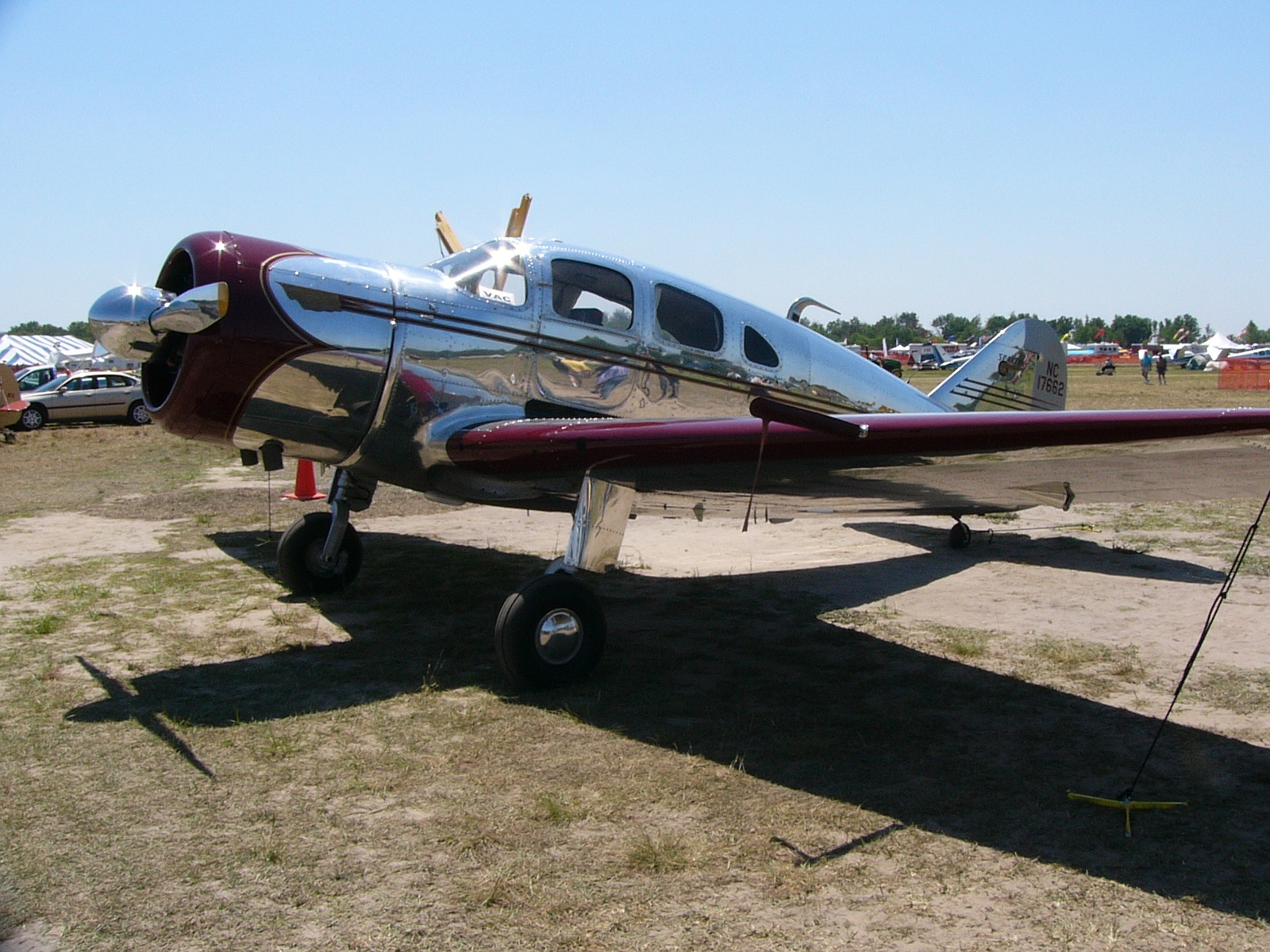
Spartan Executive tại Sun 'n Fun 2006

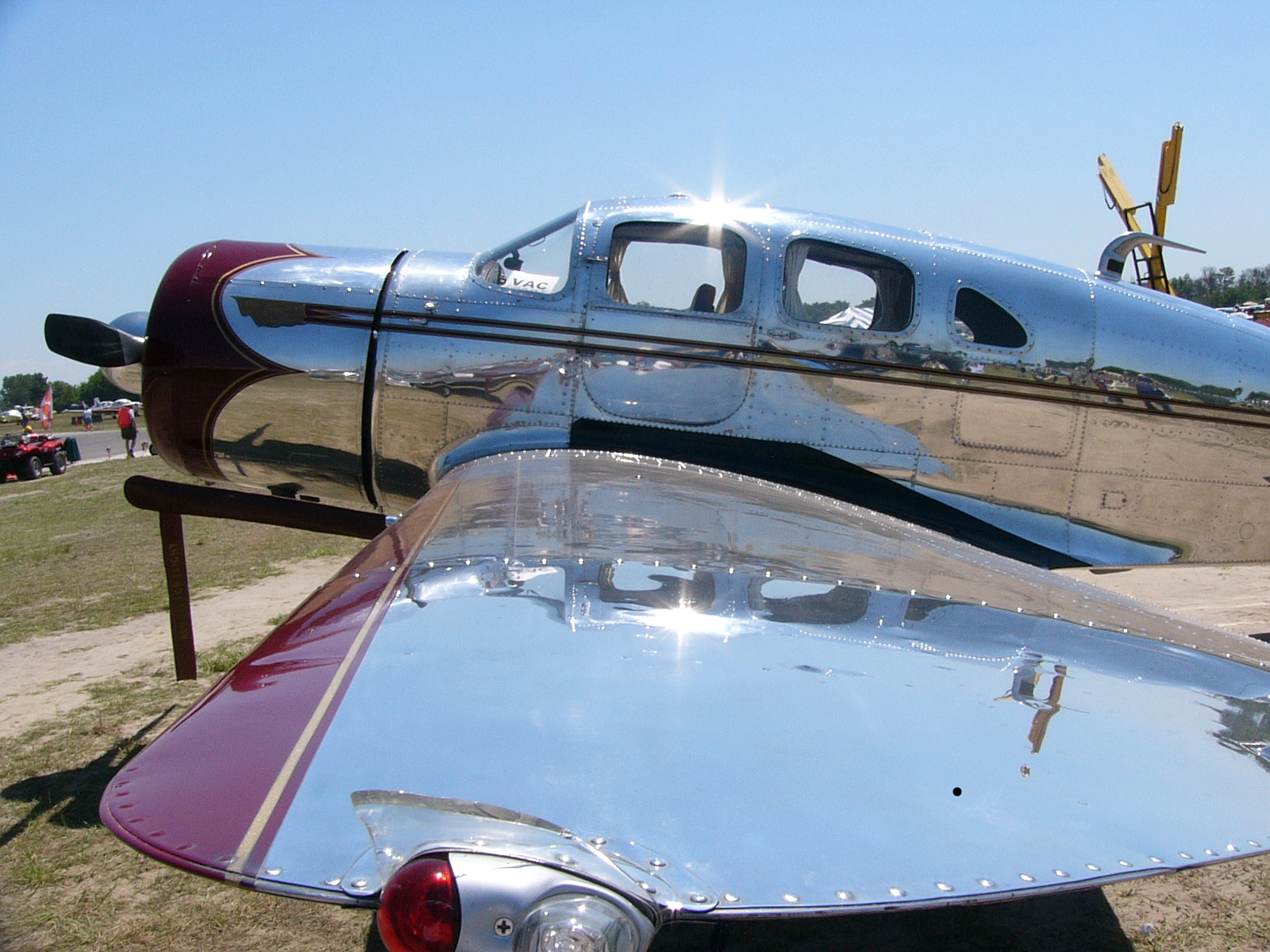
Spartan Executive tại Sun 'n Fun 2006

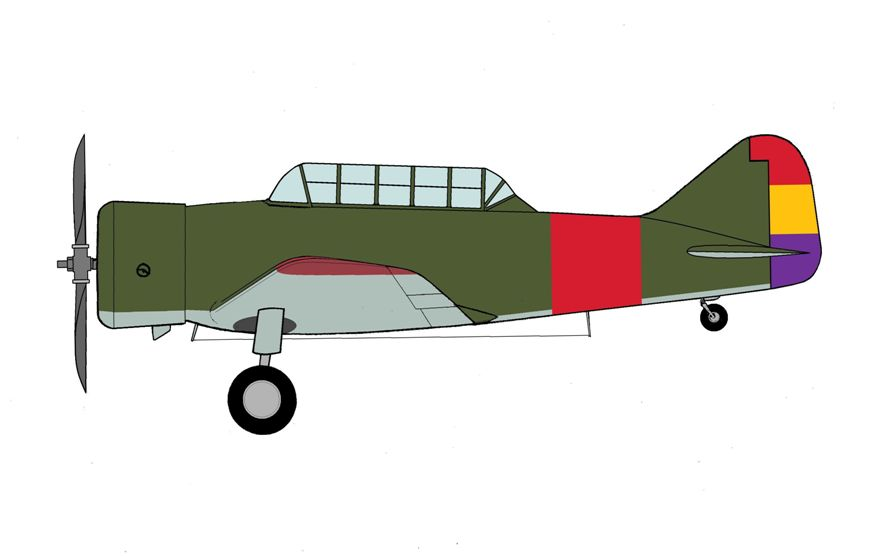
Spartan 8W Zeus của Không quân Cộng hòa Tây Ban Nha.

Spartan 7W Executive là loại máy bay nổi tiếng nhất của hãng Spartan Aircraft Company cuối thập niên 1930 đầu thập niên 1940. Nó được thiết kế dành cho những người giàu.

## Biến thể
Spartan 7X Executive
Spartan 7W-P Executive
Spartan 7W Executive
Spartan 7W-F
Spartan UC-71-SP
Spartan 8W Zeus
Spartan 12W Executive

## Quốc gia sử dụng

### Quân sự
Canada
- Không quân Hoàng gia Canada

 Đài Loan
- Không quân Cộng hòa Trung Hoa

 Spain
- Không quân Cộng hòa Tây Ban Nha

 Anh Quốc
- Không quân Hoàng gia

 Hoa Kỳ
- Quân đoàn Không quân Lục quân Hoa Kỳ/Không quân Lục quân Hoa Kỳ

## Tính năng kỹ chiến thuật (Spartan 7W Executive)
Dữ liệu lấy từ 
Đặc điểm tổng quát
- Kíp lái: 1
- Sức chứa: 3 - 4 hành khách
- Chiều dài: 26 ft 10 in (8,18 m)
- Sải cánh: 39 ft 0 in (11,89 m)
- Chiều cao: 8 ft 0 in (2,44 m)
- Diện tích cánh: 250 ft² (23,23 m²)
- Trọng lượng rỗng: 3.400 lb (1.545 kg)
- Trọng lượng cất cánh tối đa: 4.400 lb (1.996 kg)
- Động cơ: 1 × Pratt & Whitney R-985-AN3, 450 hp (336 kW)

 Hiệu suất bay 
- Vận tốc cực đại: 223 knot (257 mph, 414 km/h)
- Vận tốc hành trình: 186 knot (215 mph, 346 km/h)
- Tầm bay: 870 nm (1.000 dặm, 1.610 km)
- Trần bay: 24.000 ft (7315 m)
- Vận tốc lên cao: 1.080 ft/phút (330 m/phút)